# Bieqiao (köpinghuvudort i Kina, Jiangsu Sheng, lat 31,56, long 119,46)
Bieqiao (kinesiska: 别桥, 别桥镇) är en köpinghuvudort i Kina. Den ligger i provinsen Jiangsu, i den östra delen av landet, omkring 84 kilometer sydost om provinshuvudstaden Nanjing. Antalet invånare är 53 403. Befolkningen består av 28 271 kvinnor och 25 132 män. Barn under 15 år utgör 11,0 %, vuxna 15-64 år 72 %, och äldre över 65 år 16,0 %.
Runt Bieqiao är det tätbefolkat, med 636 invånare per kvadratkilometer. Närmaste större samhälle är Licheng, 14,6 km söder om Bieqiao. 
Genomsnittlig årsnederbörd är 1 525 millimeter. Den regnigaste månaden är juli, med i genomsnitt 289 mm nederbörd, och den torraste är januari, med 43 mm nederbörd.